# Microtus elbeyli
Microtus elbeyli — вид мишоподібних ссавців з родини хом'якових. Валідність виду скасована; таксон об'єднано з Microtus dogramacii

## Морфологія
2n = 46. Спина темно-вохристого чи темно-коричневого забарвлення, яке трохи блідіше з боків, а черевне — блідо-буре з темно-сірими основами. Між боками і черевом є помітна лінія. Верхнє й нижнє волосся на ступнях блідо-жовте. Діапазон вимірів 11 екземплярів: довжина тулуба й голови 97–120 (в середньому, μ=110.4) мм, довжина хвоста 20–33 (μ=25.5) мм, довжина задньої ступні 13–20 (μ=18.3) мм, довжина вух 11–14 (μ=12.4) мм, вага 23–36 (μ=30.6) грамів.

## Середовище проживання
Вид відомий лише з типової місцевості, яка знаходиться за ≈ 1 км на північний захід від села Караджаорен провінції Кіліс на південному сході Туреччини
Виловлений на напівсухих зернових полях і степових місцинах.

## Назва
Елбейлі — місто в провінції Кіліс, де було зібрано більшість зразків.